# Fissidens kilaueae
Fissidens kilaueae là một loài Rêu trong họ Fissidentaceae. Loài này được Hoe & H.A. Crum mô tả khoa học đầu tiên năm 1971.